# Lovec Kraven
Lovec Kraven (v anglickém originále Kraven the Hunter) je americký akční film z roku 2024 režiséra J. C. Chandora, natočený na motivy komiksů z vydavatelství Marvel Comics o stejnojmenné postavě. V titulní roli se představil Aaron Taylor-Johnson, v další roli se objevil Ariana DeBose. Je to šestý snímek série Sony's Spider-Man Universe.
Natáčení bylo zahájeno v březnu 2022 v Londýně, uvedení filmu do amerických kin bylo původně oznámeno na 6. října 2023. Kvůli velké stávce scenáristů a herců v roce 2023 byla premiéra filmu odsunuta na 30. srpen 2024. Později byl film opět přesunut na 13. prosince 2024.

## Obsazení
- Aaron Taylor-Johnson jako Sergei Kravinoff/Kraven
- Russel Crowe jako Nikolai Kravinoff
- Alessandro Nivola jako Aleksei Sytsevich/The Rhino
- Fred Hechinger jako Dmitri Smerdyakov/Chameleon
- Christopher Abbott jako The Foreigner
- Ariana DeBose jako Calypso